# 浅木一華
浅木 一華（あさき かずは、1986年9月1日 - ）は日本の女性ファッションモデル、タレント。所属事務所はエイジアプロモーション。青森県北津軽郡金木町（現在の五所川原市）出身。

## 略歴
2004年、ハイティーン向けファッション雑誌「SEVENTEEN」（集英社）のミスセブンティーンに入賞し、同年から2007年8月号まで専属モデルとして活動した。DHCのイメージキャラとしても活躍。その間、法政大学文学部に進学し、卒業している。

## 人物

### 嗜好
- 好きな音楽はザ・クロマニヨンズ（ヒロト・マーシー）、androp、黒猫チェルシー、真心ブラザーズ（YO-KING）、ASIAN KUNG-FU GENERATION、くるり、Number Girl、ZAZEN BOYS、YOSHII LOVINSON、Cocco、凛として時雨、Syrup16g、マキシマムザホルモン、セックスピストルズ、神聖かまってちゃんなど幅広く聴く。
- 好きな映画は「リリイ・シュシュのすべて」をはじめ岩井俊二監督作品、「ヴァージンスーサイズ」「17歳のカルテ」「気狂いピエロ」「シド&ナンシー」「わたしは鬱依存症の女」「式日」「カッコーの巣の上で」。
- 好きな小説は遠藤周作、太宰治、三島由紀夫などの作品。
- 漫画は山田花子、ねこぢる、古屋兎丸、手塚治虫。
- 好きなアニメは「あの日見た花の名前を僕達はまだ知らない。」「魔法少女まどか☆マギカ」「けいおん!」「化物語」「氷菓」「銀魂」。
- 好きなファッションブランドはISBIT、ヒステリックグラマー、ハリウッドランチマーケット、キャンディストリッパー。
- 好きな食べ物はホヤ、枝豆(特にセブンイレブンの三角の枝豆が好み)、納豆、チョコレート、キムチ、ゴルゴンゾーラなど。
- 趣味は飲酒、旅行、睡眠、ソフトテニス、ハードル。
- 島根遣島使として活動中。

### 交友関係
- 音楽ユニット「KATA-KANA」のボーカルを務める水島歌菜は中学の同級生に当たる[1]。
- 女優でタレントの佐倉知里[2]や、モデルの杉下理世[3]と仲が良く、プライベートでも食事や遊びに行ったりする。

## 出演

### ドラマ
- ダンドリ娘（2006年、フジテレビ）最上操 役
- ナツムシ（2006年、関西テレビ）小山光代 役
- のぞき屋（2007年、テレビ東京）
- 恋愛診断・制服のイヴ（2007年、テレビ東京）青山瑞樹 役

### バラエティ
- ブログの女王（2006年、テレビ東京）
- 語源刑事（2006年、テレビ東京）
- ブルブルアンタッチャブル（2006年、ABCテレビ）
- 不思議の国のアリス（2007年、フジテレビ）
- ヨルカミ（2012年、MBS）
- ゲーム★マニアックス（2012年 - アニマックス ）
- ジェネレーション天国　銀座SP（2014年2月17日、フジテレビ）
- 人生が変わる1分間の深イイ話（2014年2月24日、日本テレビ）
- TOKIOカケル（2014年12月24日、フジテレビ）
- THE RISK（2015年1月24日、フジテレビ）

### その他
- ジョンソン・エンド・ジョンソン「2ウィーク アキュビュー」のパンフレットに、工藤晴香とともに登場した。
- ニコニコ生放送「1ヵ月777タウン パチドル決定戦!」（2012年2月17日 - 3月16日）
- ニコニコ生放送「EVE Online 2ヶ月間EVE生活」（2013年6月11日 - 8月10日 ※生放送は7月11日より）
- ニコニコ生放送「シャカの寂しんぼうNIGHT☆」（2013年12月25日）
- ヤングマガジン「黒BUTA GIRL 2014」オーディション
- ニコニコ生放送「占・顔TV　女子ゲーマー部！第40回【叶恵まそら・渚】の【FINAL TREASURE】」（2014年4月28日）

## 書籍

### 雑誌連載
- セブンティーン（2004年 - 2007年8月号、集英社）専属モデル